# Emili Altur Mena
Emili Altur Mena (Burjassot, 10 de setembre de 1970) és un advocat i polític valencià, ha estat regidor a l'Ajuntament de Burjassot (2003-2019) i diputat provincial a la Diputació de València (2011-2019).
És llicenciat en dret i diplomat en estudis avançats de filosofia del dret per la Universitat de València, màster en dret i les transmissions electròniques. Militant del Bloc Nacionalista Valencià (BLOC), Altur aconsegueix l'acta de regidor per primera vegada a les eleccions municipals de 2003 revalidant-la en les successives de 2007, 2011 i 2015. En les darreres dues legislatures amb responsabilitats de govern com a regidor d'economia i hisenda de l'Ajuntament de Burjassot. També en el període 2011-2019 fou diputat provincial, primer a l'oposició on va presidir la comissió d'investigació del cas Imelsa que investiga una trama corrupta associada al president de la Diputació Alfonso Rus. A partir de 2015 exerceix com a diputat provincial de cooperació municipal al govern provincial format per Compromís, PSPV-PSOE, València en comú i Esquerra Unida.
A les eleccions de 2019 s'apartà de la vida política per a dedicar-se a l'empresa privada.